# العلاقات الصومالية الأيرلندية
العلاقات الصومالية الأيرلندية هي العلاقات الثنائية التي تجمع بين الصومال وجمهورية أيرلندا.

## مقارنة بين البلدين
هذه مقارنة عامة ومرجعية للدولتين:
| وجه المقارنة                                              | الصومال                        | جمهورية أيرلندا                                       |
| --------------------------------------------------------- | ------------------------------ | ----------------------------------------------------- |
| المساحة (كم2)                                             | 637.66 ألف                     | 70.27 ألف                                             |
| عدد السكان (نسمة)                                         | 14.74 مليون                    | 4.76 مليون                                            |
| الكثافة السكانية (ن./كم²)                                 | 23.12                          | 67.74                                                 |
| العاصمة                                                   | مقديشو                         | دبلن                                                  |
| اللغة الرسمية                                             | اللغة الصومالية، اللغة العربية | اللغة الأيرلندية، لغة إنجليزية، الإنجليزية الأيرلندية |
| العملة                                                    | شلن صومالي                     | جنيه أيرلندي، يورو، عملات اليورو الأيرلندية           |
| الناتج المحلي الإجمالي (بليون دولار)                      | 7.37 مليار                     | 333.73 مليار                                          |
| الناتج المحلي الإجمالي (تعادل القوة الشرائية) بليون دولار |                                | 318.16 مليار                                          |
| الناتج المحلي الإجمالي الاسمي للفرد دولار أمريكي          | 549                            | 61.13 ألف                                             |
| الناتج المحلي الإجمالي للفرد دولار أمريكي                 |                                |                                                       |
| مؤشر التنمية البشرية                                      |                                | 0.916                                                 |
| رمز المكالمات الدولي                                      | +252                           | +353                                                  |
| رمز الإنترنت                                              | .so                            | .ie                                                   |
| المنطقة الزمنية                                           | ت ع م+03:00                    | 00، ت ع م+01:00، أوروبا/دبلن ‏                         |

## منظمات دولية مشتركة
يشترك البلدان في عضوية مجموعة من المنظمات الدولية، منها:
| علم المنظمة | اسم المنظمة                               | تاريخ انضمام الصومال | تاريخ انضمام جمهورية أيرلندا |
| ----------- | ----------------------------------------- | -------------------- | ---------------------------- |
|             | مؤسسة التنمية الدولية                     | 31 أغسطس 1962        | 22 ديسمبر 1960               |
|             | يونسكو                                    | 15 نوفمبر 1960       | 3 أكتوبر 1961                |
|             | الأمم المتحدة                             | 20 سبتمبر 1960       | 14 ديسمبر 1955               |
|             | الفريق المعني برصد الأرض                  | ?                    | ?                            |
|             | الاتحاد البريدي العالمي                   | ?                    | ?                            |
|             | البنك الدولي للإنشاء والتعمير             | 31 أغسطس 1962        | 8 أغسطس 1957                 |
|             | الاتحاد الدولي للاتصالات                  | 28 سبتمبر 1962       | 8 ديسمبر 1923                |
|             | منظمة حظر الأسلحة الكيميائية              | ?                    | ?                            |
|             | مؤسسة التمويل الدولية                     | 31 أغسطس 1962        | 11 سبتمبر 1958               |
|             | المركز الدولي لتسوية المنازعات الاستشارية | 30 مارس 1968         | 7 مايو 1981                  |
|             | منظمة الشرطة الجنائية الدولية             | ?                    | ?                            |

## أعلام
هذه قائمة لبعض الشخصيات التي تربطها علاقات بالبلدين:
- إفراح أحمد (القرن العشرين – )
- عبد السلام أبو بكر (رياضياتي صومالي)

## وصلات خارجية
- موقع وزارة الخارجية الصومالية
- موقع وزارة الخارجية الأيرلندية